# Lijst van coaches van het Albanees voetbalelftal (mannen)
Dit is een lijst van bondscoaches van het Albanees voetbalelftal mannen.

## Bondscoaches
| Naam                        | Land van herkomst     | Begin periode    | Einde periode    | Prijzen | Opmerkingen/Wijze van vertrek                                        |
| --------------------------- | --------------------- | ---------------- | ---------------- | ------- | -------------------------------------------------------------------- |
| Ljubiša Broćić              | Joegoslavië           | 1 september 1946 | 14 oktober 1946  |         |                                                                      |
| Adem Karapici               | Albanië               | 15 mei 1947      | 30 april 1947    |         |                                                                      |
| Ljubisa Brocic              | Joegoslavië           | 14 juni 1947     | 21 augustus 1947 |         |                                                                      |
| Adem Karapici               | Albanië               | 1 september 1947 | 30 juni 1948     |         |                                                                      |
| Sllave Llambi               | Albanië               | 15 oktober 1949  | 30 november 1949 |         |                                                                      |
| Ludovik Jakova              | Albanië               | 16 november 1949 | 15 oktober 1950  |         |                                                                      |
| Myslym Alla                 | Albanië               | 15 november 1952 | 31 december 1952 |         |                                                                      |
| Miklós Vadas                | Hongarije             | 1 januari 1953   | 31 augustus 1954 |         |                                                                      |
| Nikolay Lyukshinov          | Sovjet-Unie           | 1957             | 1957             |         | [ 2 ]                                                                |
| Loro Boriçi                 | Albanië               | 8 mei 1957       | 16 juni 1963     |         |                                                                      |
| Zyber Konçi                 | Albanië               | 1 oktober 1963   | 7 mei 1965       |         |                                                                      |
| Loro Boriçi                 | Albanië               | 23 november 1965 | 21 juni 1972     |         |                                                                      |
| Myslym Alla                 | Albanië               | 15 oktober 1972  | 31 mei 1973      |         |                                                                      |
| Ilia Shuke                  | Albanië               | 10 oktober 1973  | 8 november 1973  |         |                                                                      |
| Loro Boriçi                 | Albanië               | 9 oktober 1976   | 11 oktober 1976  |         |                                                                      |
| Zyber Konçi                 | Albanië               | 2 september 1980 | 6 december 1980  |         |                                                                      |
| Loro Boriçi                 | Albanië               | 1 april 1981     | 18 november 1981 |         | [ 3 ]                                                                |
| Shyqyri Rreli               | Albanië               | 1 juli 1982      | 30 juni 1985     |         |                                                                      |
| Agron Sulaj                 | Albanië               | 30 oktober 1985  | 18 november 1987 |         | [ 4 ]                                                                |
| Shyqyri Rreli               | Albanië               | 1 juli 1988      | 31 december 1989 |         |                                                                      |
| Bejkush Birçe               | Albanië               | 30 mei 1990      | 30 mei 1990      |         |                                                                      |
| Agron Sulaj                 | Albanië               | 5 september 1990 | 19 december 1990 |         |                                                                      |
| Bejkush Birçe               | Albanië               | 30 maart 1991    | 14 mei 1994      |         |                                                                      |
| Neptun Bajko                | Albanië               | 1 september 1994 | 31 december 1996 |         |                                                                      |
| Astrit Hafizi               | Albanië               | 1 maart 1997     | 1 december 1999  |         |                                                                      |
| Medin Zhega                 | Albanië               | 1 januari 2000   | 2 september 2001 |         |                                                                      |
| Sulejman Demollari          | Albanië               | 3 september 2001 | 18 april 2002    |         |                                                                      |
| Giuseppe Dossena            | Italië                | 12 juli 2002     | 16 oktober 2002  |         | Ontslag genomen, Hans-Peter Briegel vervangt hem                     |
| Hans-Peter Briegel          | Duitsland             | 21 december 2002 | 9 mei 2006       |         | Ontslag genomen en contractaanbod afgewezen, Otto Baric vervangt hem |
| Otto Barić                  | Kroatië               | 1 juli 2006      | 21 november 2007 |         | Ontslag genomen                                                      |
| Slavko Kovačić              | Kroatië               | 17 november 2007 | 21 november 2007 |         | Interim, Arie Haan vervangt hem                                      |
| Arie Haan                   | Nederland             | 26 december 2007 | 15 april 2009    |         | Ontslagen, Josip Kuze vervangt hem                                   |
| Josip Kuže                  | Kroatië               | 19 mei 2009      | 20 oktober 2011  |         | Gestopt vanwege beroerte                                             |
| Dzemal Mustedanagic         | Bosnië en Herzegovina | 1 oktober 2010   | 13 oktober 2010  |         | Interim                                                              |
| Dzemal Mustedanagic         | Bosnië en Herzegovina | 21 oktober 2011  | 13 december 2011 |         | Interim                                                              |
| Gianni De Biasi             | Italië                | 14 december 2011 | 14 juni 2017     |         | Contract niet verlengd, Christian Panucci vervangt hem               |
| Christian Panucci           | Italië                | 19 juli 2017     | 23 maart 2019    |         | Ontslagen                                                            |
| Ervin Bulku / Sulejman Mema | Albanië               | 23 maart 2019    | 17 april 2019    |         | Ontslagen, Edoardo Reja vervangt hem                                 |
| Edoardo Reja                | Italië                | 17 april 2019    | 31 december 2022 |         | Contract niet verlengd, Sylvinho vervangt hem                        |
| Sylvinho                    | Brazilië              | 2 januari 2023   |                  |         |                                                                      |

FSHF · A-internationals · Bondscoaches · Statistieken · Albanees vrouwenelftal · Olympisch elftal · Albanië U21 · Albanië U20 · Albanië U19 · Albanië U18 · Albanië U17 · Albanië U16
1946 – 1949 · 
1950 – 1959 · 
1960 – 1969 · 
1970 – 1979 · 
1980 – 1989 · 
1990 – 1999 · 
2000 – 2009 · 
2010 – 2019 ·
2020 – 2029
EK 2016 · EK 2024
1946 · 
1947 · 
1948 · 
1949 · 
1950 · 
1951 · 
1952 · 
1953 · 
1954 · 1955 · 1956 · 
1957 · 
1958 · 
1959 · 1960 · 1961 · 1962 · 
1963 · 
1964 · 
1965 · 
1966 · 
1967 · 
1968 · 1969 · 
1970 · 
1971 · 
1972 · 
1973 · 
1974 · 1975 · 
1976 · 
1977 · 1978 · 1979 · 
1980 · 
1981 · 
1982 · 
1983 · 
1984 · 
1985 · 
1986 · 
1987 · 
1988 · 
1989 · 
1990 · 
1991 · 
1992 · 
1993 · 
1994 · 
1995 · 
1996 · 
1997 · 
1998 · 
1999 · 
2000 · 
2001 · 
2002 · 
2003 · 
2004 · 
2005 · 
2006 · 
2007 · 
2008 · 
2009 · 
2010 · 
2011 · 
2012 · 
2013 · 
2014 · 
2015 · 
2016 · 
2017 · 
2018 ·
2019 ·
2020 ·
2021 ·
2022 ·
2023 ·
2024
Algerije ·
Andorra ·
Argentinië ·
Armenië ·
Azerbeidzjan ·
Bahrein ·
België ·
Bosnië en Herzegovina ·
Bulgarije ·
Chili ·
China ·
Cuba ·
Cyprus ·
DDR ·
Denemarken ·
Duitsland ·
Engeland ·
Estland ·
Faeröer ·
Finland ·
Frankrijk ·
Georgië ·
Griekenland ·
Hongarije ·
Ierland ·
IJsland ·
Iran ·
Israël · 
Italië ·
Joegoslavië ·
Jordanië ·
Kameroen ·
Kazachstan ·
Kosovo ·
Kroatië ·
Letland ·
Liechtenstein ·
Litouwen ·
Luxemburg ·
Malta ·
Marokko ·
Mexico ·
Moldavië ·
Montenegro ·
Nederland ·
Noord-Ierland ·
Noord-Macedonië ·
Noorwegen ·
Oekraïne ·
Oezbekistan ·
Oostenrijk ·
Polen ·
Portugal ·
Qatar ·
Roemenië ·
Rusland ·
San Marino ·
Saoedi-Arabië ·
Schotland ·
Servië ·
Slovenië ·
Spanje ·
Tsjechië ·
Tsjecho-Slowakije ·
Turkije ·
Vietnam ·
Wales ·
Wit-Rusland ·
Zweden ·
Zwitserland
Frankrijk (2016) · 
Roemenië (2016) · 
Zwitserland (2016)